# Рудефшан
Рудефшан (перс. رودافشان‎) — село на севере Ирана, в остане Тегеран. Входит в состав шахрестана Демавенд. Является частью дехестана (сельского округа) Эбершиве бахша Меркези.

## География
Село находится в восточной части остана, в долине реки Деличай, к югу от автодороги 79, на расстоянии приблизительно 39 километров (по прямой) к востоку от города Демавенд, административного центра шахрестана. Абсолютная высота — 1922 метра над уровнем моря.

## Население
По данным переписи 2006 года население села составляло 47 человек (23 мужчины и 24 женщины). В Рудефшане насчитывалось 19 домохозяйств. Уровень грамотности населения составлял 51,1 %. Уровень грамотности среди мужчин составлял 47,8 %, среди женщин — 54,2 %.
В 2016 году в селе имелось 19 домохозяйств и проживало 54 человека (29 мужчин и 25 женщин).
Среди жителей распространён диалект демавенди мазандеранского языка.